# Soldi proibiti
Soldi proibiti (Les anges gardiens) è un film del 1995 diretto da Jean-Marie Poiré.

## Trama
Hong Kong: il manager di spogliarelli Carco e il missionario Tarain, coadiuvati dai rispettivi angeli custodi, si alleano per mettere in salvo un ragazzino e un ingente bottino.